# 罗丽辰
罗丽辰（?—?），正红旗人，是一名清朝政治人物。
罗丽辰曾于顺治五年（1648年）接替祝登元任漳州府知府一职，顺治七年（1650年）由张延接任。